# Thomas S. McMillan
Thomas Sanders McMillan (Ulmer, 27 novembre 1888 – Charleston, 29 settembre 1939) è stato un politico statunitense, membro della Camera dei Rappresentanti per lo stato della Carolina del Sud dal 1925 al 1939.

## Biografia

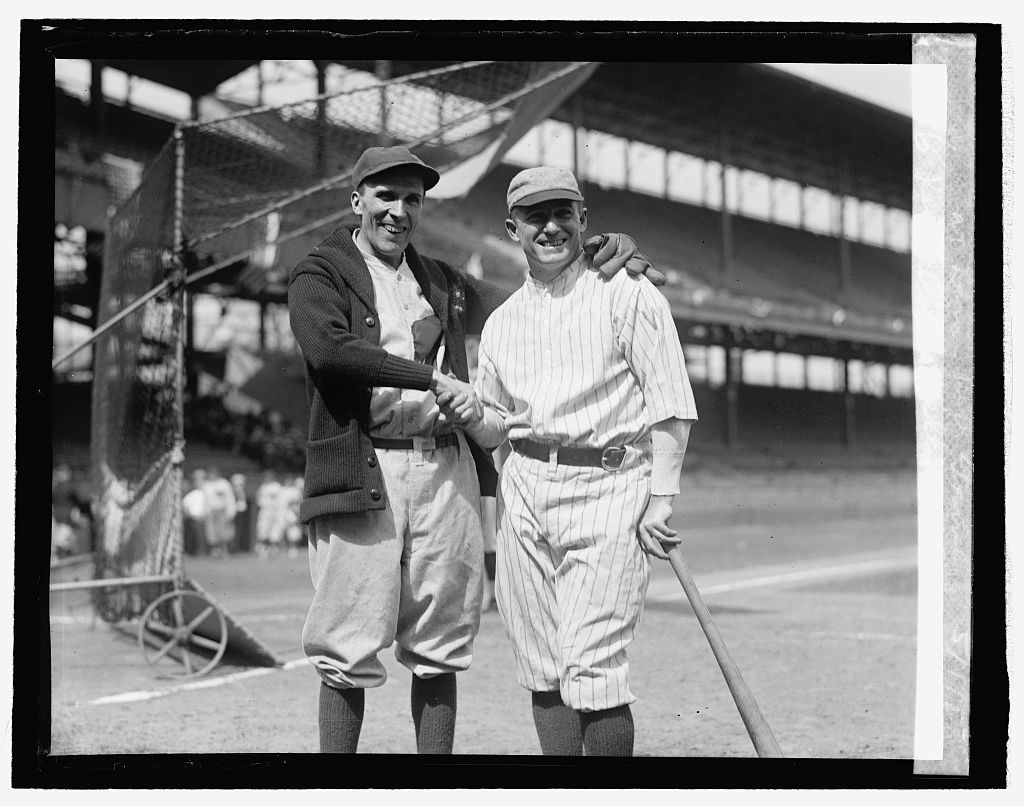
McMillan con il repubblicano M. Clyde Kelly durante il Congressional Baseball Game del 1926

Nato nella contea di Allendale, McMillan si diplomò all'Orangeburg Collegiate Institute nel 1907 e per due anni lavorò come insegnante in una scuola di Perry. Si iscrisse poi all'Università della Carolina del Sud, dove si laureò nel 1912. Nel 1913 completò il corso di legge all'università e fu abilitato all'esercizio della professione di avvocato. Si trasferì quindi a Charleston dove iniziò a lavorare nel settore legale.
All'attività di avvocato, McMillan affiancò quella politica: dal 1917 al 1924 fu membro della Camera dei rappresentanti della Carolina del Sud e prestò servizio come speaker dell'assemblea dal 1923 al 1924. Inoltre, dal 1916 al 1919 fu capo allenatore di baseball all'accademia militare The Citadel; prima di diventare avvocato, infatti, Thomas McMillan era stato per cinque anni un giocatore di baseball professionistico con la South Atlantic League.
Nel 1924 fu eletto alla Camera dei Rappresentanti come membro del Partito Democratico. Negli anni successivi, gli elettori lo riconfermarono per altri sei mandati. McMillan fu membro della commissione Stanziamenti e si interessò particolarmente alle questioni di politica estera, tanto che mentre era al Congresso, fu membro del comitato esecutivo dell'Unione interparlamentare dal 1937 al 1939.
Thomas McMillan morì improvvisamente il 29 novembre 1939, all'età di cinquant'anni. Dopo la sua scomparsa vennero indette delle elezioni speciali per riassegnare il suo seggio da deputato, che furono vinte da sua moglie Clara; la vedova McMillan portò a termine l'ultimo mandato del marito, che terminò il 3 gennaio del 1941 e in seguito si ritirò dalla vita politica.